# Nakajima Ki-84
Il Nakajima Ki-84 (中島 キ84?, Nakajima ki hachijūyon) identificato anche come Aereo da caccia Tipo 4 (四式戦闘機?, Yon-shiki sentōki) e con il nome popolare Hayate (疾風? "uragano"), nome di identificazione alleato: Frank era un monomotore da caccia ad ala bassa sviluppato dall'azienda aeronautica giapponese Nakajima Hikōki KK nei primi anni quaranta e prodotto, oltre che dalla stessa, dalla Manshūkoku Hikōki Seizo, nel Manciukuò (territorio cinese occupato).
Fu utilizzato dal Dai-Nippon Teikoku Rikugun Kōkū Hombu, la componente aerea dell'esercito imperiale giapponese, durante le fasi finali della seconda guerra mondiale.
Robusto, potentemente armato, con eccellenti prestazioni e maneggevolezza, il Ki-84 è generalmente considerato il più riuscito caccia giapponese della seconda guerra mondiale. Nonostante un carrello debole, qualche difetto del motore radiale da 1.990 hp e la scarsa accuratezza nella produzione, gli "Hayate" che arrivarono nelle Filippine dimostrarono di essere avversari molto difficili per i piloti americani. Battevano in velocità di salita ogni caccia alleato (inclusi i P-51D Mustang e i P-47N Thunderbolt), li superavano in virata (incluso il Supermarine Spitfire) e intercettavano i B-29 Superfortress ad alta quota. L'Hayate, anche se più lento dei caccia americani in velocità orizzontale e meno robusto dei P-47, avrebbe creato gravi problemi all'USAAF se fosse apparso prima e in maggiori quantità. Ma ne furono costruiti 3.514 esemplari.

## Storia del progetto
Nei primi anni quaranta il Kōkū Hombu, dipartimento responsabile dello sviluppo della componente aerea del Dai-Nippon Teikoku Rikugun, l'esercito imperiale giapponese, espresse l'esigenza di avviare lo sviluppo di un nuovo velivolo adatto a sostituire in servizio come potenziale successore del Nakajima Ki-43 appena entrato in servizio operativo. Le caratteristiche del nuovo modello, concepito come caccia multiruolo a lungo raggio, erano espresse dalla specifica preliminare emessa il 29 dicembre 1941 che prevedeva un velivolo in grado di raggiungere una velocità tra i 640 e i 680 km/h (346-367 kt), che potesse operare per almeno 1 h e 30 min a 400 km (216 nmi) dalla base. I requisiti tecnici raccomandavano una superficie alare tra i 19 e i 21 m² e un carico alare non eccedente i 170 kg/m², l'impiego del motore Nakajima Ha-45, un radiale 18 cilindri doppia stella raffreddati ad aria, e capacità offensiva basata su due mitragliatrici Ho-103 Type 1 calibro 12,7 mm e due cannoncini automatici Ho-5 calibro 20 mm. Era inoltre richiesta la presenza di corazzatura e di serbatoi autosigillanti.
Per rispondere a tali esigenze nei primi mesi del 1942 l'ufficio tecnico Nakajima affidò lo sviluppo all'ingegnere progettista T. Koyama, il quale elaborò un progetto dall'impostazione convenzionale, con carrello d'atterraggio triciclo anteriore con elementi principali retrattili all'interno del piano alare con movimento verso la fusoliera, e caratterizzato, come nei suoi precedenti progetti Ki-62 e Ki-63 dall'impennaggio con piani orizzontali avanzati rispetto all'elemento verticale. Koyama ritenne inoltre di posizionare le due mitragliatrici da 12,7 mm davanti al pilota, i cui apici spuntavano dalle feritoie sulla cappottatura del motore e i due cannoncini da 20 mm nello spessore alare, appena all'esterno delle gambe di forza e un serbatoio esterno a goccia collocato ventralmente. Il prototipo, completato nel marzo 1943, era equipaggiato con un radiale Ha-45 11 da 1 800 hp (1 342 kW) che trasmetteva il moto a un'elica quadripala e presentava i collettori di scarico che sbucavano dai "petali" della cappottatura raggruppati ai lati della fusoliera, soluzione mantenuta anche sui modelli di serie.
Il primo prototipo, seriale 8401, iniziò le prove di volo staccandosi per la prima volta dalla pista dell'aeroporto di Ojima nell'aprile 1943, seguito due mesi più tardi dal secondo prototipo, seriale 8402, dimostrando subito la bontà del progetto non evidenziando alcun inconveniente. Questi vennero in seguito consegnati assieme a qualche esemplare del primo lotto di 83 unità alla sezione tecnica, il primo arsenale aereo dell'esercito di Tachikawa, per le prove ufficiali, durante le quali i piloti collaudatori, pur riscontrando una velocità massima inferiore a quanto richiesto dalle specifiche, riuscirono a spuntare prestazioni superiori a tutti i modelli fino ad allora in linea: tempo di salita a 5 000 m (16 405 ft) in 6 min 26 s e quota di tangenza pratica pari a 12 400 m (40 680 ft).
Il primo lotto di 83 esemplari, completamente evaso nel marzo 1944, venne interessato da alcune modifiche minori, come nell'impennaggio, modificato allo scopo di contrastare la coppia di rotazione impressa all'asse del velivolo dal moto dell'elica in fase di decollo.

### Versioni
Tra gli sviluppi studiati per questa macchina, monoversione dato il poco tempo disponibile, vanno citati i progettati Ki-84 N, P e R, potenti intercettori d'alta quota dotati di motori da 2 000-2 500 cavalli, il modello antibombardiere Ki-84-Ic con due cannoni da 20 e due da 30 mm (il precedente -b ne aveva quattro da 20 mm, mentre l'-a era il modello di base).
Il Ki-106 era costruito in legno per risparmiare sulle materie strategiche, ma pesava a vuoto ulteriori 272 chili, con effetti negativi sulle qualità di volo; infine il Ki-112 costruito in acciaio per gli stessi motivi, che non volò mai perché nemmeno i giapponesi avrebbero rischiato la vita con un "ferro da stiro" pesante almeno 500 chili oltre la media di questo tipo (ma anche così pesava 1 400 chili meno di un Republic P-47 Thunderbolt).

## Tecnica

### Struttura
Il Ki-84 si presentava come un robusto ed elegante aereo da caccia monoplano, metallico, con carrello d'atterraggio totalmente retrattile, motore radiale di elevata potenza abbinato ad un'elica tripala. Era la continuazione dei progetti precedenti, ma abbinava adesso le prestazioni del Ki-44 all'agilità del Ki-43, anche se non raggiungeva totalmente i propri predecessori in ogni caratteristica, come la velocità ascensionale del primo e l'agilità del secondo.
L'abitacolo rendeva il pilota ben protetto con 65 mm di blindovetro e 13 mm di schienale corazzato; era dotato anche di ossigeno, radio e collimatore a riflessione. Il tettuccio a goccia con pochi e sottili montanti di sostegno rendeva eccellente la visibilità a 360 gradi. Dietro il pilota era alloggiato uno dei serbatoi interni, da circa 400 litri di carburante; infine i piani di coda erano al termine di una fusoliera ben rastremata ed avevano forma arrotondata per il timone, squadrata per i piani orizzontali.
L'ala era di pianta rettangolare, simile a quella del Ki-44 ma con una superficie paragonabile a quella del Ki-43. Conteneva altri serbatoi e il carrello, (a carreggiata larga, sebbene con una lunghezza delle gambe ridotta) oltre a due cannoni Ho-3 con 150 colpi.

### Motore
La vera differenza era costituita da un motore che finalmente, a differenza di quanto accadeva con i radiali da 1.000 cavalli, permetteva di avere un'elevata potenza rispetto alla resistenza creata. Se il Ki-43 era più aerodinamico dell'Hayate, la ridotta potenza disponibile lo penalizzava molto di più. Il nuovo caccia, con un radiale a 18 cilindri su doppia stella di potenza quasi doppia, riusciva a raggiungere un rapporto molto favorevole tra potenza e resistenza aerodinamica, dimostrando così che alle elevate potenze erogabili un compatto radiale non era molto differente da un motore in linea (il primo a dimostrarlo fu Focke-Wulf Fw 190 tedesco).
La fusoliera aveva davanti a sé il robusto motore radiale Ha-45 e due mitragliatrici Ho-103 Type 1 calibro 12,7 mm (600 colpi). Il motore aveva un compressore per le alte quote, mentre gli scarichi dei 18 cilindri erano singoli, attorniando il muso dell'aereo come un collare. Dietro al cofano motore vi erano i flabelli, pannelli apribili meccanicamente per agevolare il raffreddamento aumentando il flusso d'aria dei radiali. L'unico neo del motore era la sua complessa manutenzione, nonché la necessità di ottimi lubrificanti e di benzina ad alto numero di ottani. Il serbatoio del carburante conteneva 709 litri, che alla velocità economica di 280 km/h consentivano almeno 5 ore di autonomia, senza contare i serbatoi ausiliari da 100 o 200 litri.

## Impiego operativo

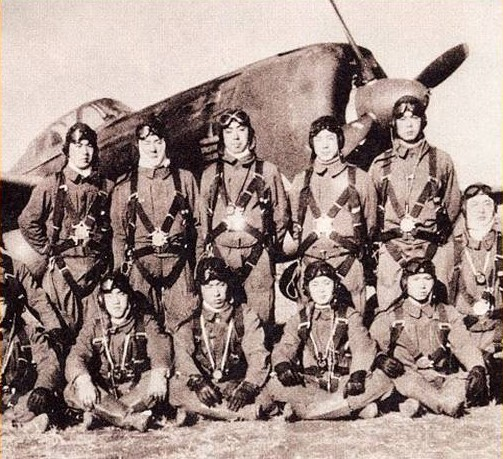
Piloti suicidi davanti a un Ki-84

Un primo nucleo di aerei appartenente al 20º gruppo (sentai) venne trasferito in Cina da Tokyo nell'estate del 1944, dove si scontrò con l'aviazione nazionalista cinese e la Fourteenth Air Force statunitense. Il ki-84 si rivelò subito un temibile avversario, ostico perfino per i pur eccezionali North American P-51 Mustang. In ottobre, quando il 20º gruppo fu trasferito nelle Filippine, molte furono le vittorie rivendicate dai suoi piloti.
Durante la campagna delle Filippine, nell'ottobre del 1944, gli aerei che arrivarono sugli aeroporti vennero per lo più distrutti in pochi giorni. Il velivolo subì gravi perdite in aria, ma ancora di più a terra e per incidenti (specie per via del debole carrello, tra le altre cose non ancora messe a punto).
In Cina, invece, grazie anche all'ottima qualità dei carburanti e dei lubrificanti, nonché degli alti livelli di manutenzione, le poche decine di caccia in linea contemporaneamente consentirono di riportare l'aviazione giapponese all'offensiva e conquistarono numerose vittorie. L'aereo a quote medio/basse competeva con i migliori caccia alleati, ma ad alta quota perdeva troppa potenza. Era agile, senza vizi, con un'accelerazione sorprendente, come anche la velocità massima, che non scendeva mai sotto i 575 km/h tra 0 e 10.000 metri, rendendolo più veloce persino dei primi F4U Corsair al di sotto dei 2.000 metri.
Sul territorio metropolitano, invece, il Ki-84 soffriva leggermente rispetto al Ki-44 contro i B-29, ma era certamente il più temibile avversario incontrato  dagli americani. Fu usato, grazie alla sua velocità a bassa quota, come kamikaze, come caccia di scorta ai bombardieri e velivolo d'attacco al suolo contro le isole occupate dagli statunitensi.
Il Ki-84 si dimostrò tutt'altro che incline a disintegrarsi in aria o incendiarsi alle prime raffiche. Tuttavia problemi di affidabilità, messa a punto e standard qualitativi non rispettati, specie per le macchine di ultima generazione, nonché il ridotto addestramento dei piloti data la scarsità di carburante in un paese oramai agonizzante, limitarono la sua efficacia e causarono molti incidenti.
La scarsa copertura radar e la pessima affidabilità delle radio giapponesi ne limitarono ulteriormente l'efficienza, ma quando gli statunitensi testarono un velivolo catturato con i loro lubrificanti e benzine a 120 ottani (anziché 87), l'Hayate toccò i 685 km/h e una velocità di salita di 21 metri al secondo. Il motore erogava almeno il 10% di potenza in più, e il funzionamento era più regolare.

## Utilizzatori
Giappone
- Dai-Nippon Teikoku Rikugun Kōkū Hombu

### Annotazioni
1. ↑  Qui si riporta una delle quattro versioni citate con cui vennero equipaggiati i Ki-84-I. Le fonti lo riportano anche come Type 4, sigla generica attribuita sia a motori a 14 (Ha-33) che a 18 cilindri (Ha-45).

### Fonti
1. ↑  Francillon 1970, p. 237.
2. ↑  Mikesh 1993.
3. 1 2 3  Francillon 1970, p. 230.
4. 1 2  Glancey 2006, p. 174.
5. ↑  Ethell 1996, p. 134.
6. ↑  Sims 1980, p. 164.
7. ↑  Mondey 1996, p. 228.
8. ↑  Hata, Izawa e Shores 2012, p. 68.
9. 1 2  Francillon 1970, p. 231.
10. ↑  Francillon 1970, p. 232.